# سازوکار آنتیکیترا
ماشین آنتیکیترا یک رایانهٔ آنالوگ باستانی مربوط به عصر هلنیستی و اوایل قرن یکم پیش از میلاد مسیح است. این دستگاه به منظور انجام محاسبات مربوط به اخترشناسی و گرفت طراحی شده‌است. ماشین آنتیکیترا به عنوان قدیمی‌ترین نمونه دستگاهی که در آن چرخ‌دنده به کار رفته‌است شناخته می‌شود، اجزای فلزی آن از نقره ساخته شده و ابعادی در حد یک جعبه کفش را دارا می‌باشد و گاهی از آن با عنوان نخستین رایانه آنالوگ نام برده می‌شود. اگر چه این دستگاه در اکتبر سال ۱۹۰۰ میلادی توسط یک گروه یونانی از یک کشتی غرق شده در اطراف جزیره آنتیکیترا کشف شد، اما تا دهه ۱۹۷۰ میلادی که این دستگاه به وسیله تکنولوژی پرتوی ایکس اسکن نشده بود اهمیت و پیچیدگی آن پوشیده بود و تحقیقات همچنان بر روی آن ادامه دارد.
تصویربرداری امروزی و دقیق از این سازوکار نشان داد که دستگاه دارای ۳۷ چرخ‌دنده است که به دستگاه اجازه می‌داد تا بتواند به رصد حرکات ماه و خورشید از طریق زودیاک بپردازد. سازوکار آنتیکیترا همچنین قادر به پیش‌بینی گِرِفت‌ها و الگوبرداری از مدار نامنظم ماه بود. این فرضیه مطرح است که ابرخس منجم برجسته در دو قرن پیش از میلاد مسیح در روند بررسی سرعت اوج و حضیض ماه از این دستگاه نیز کمک گرفته باشد. به استثنای استفادهٔ نجومی از این سازوکار، از دستگاه به عنوان شمارشگر چرخهٔ ۴ سالهٔ بازی‌های المپیک باستان و المپیاد هم استفاده می‌شده‌است.